# Tietgenkollegiet

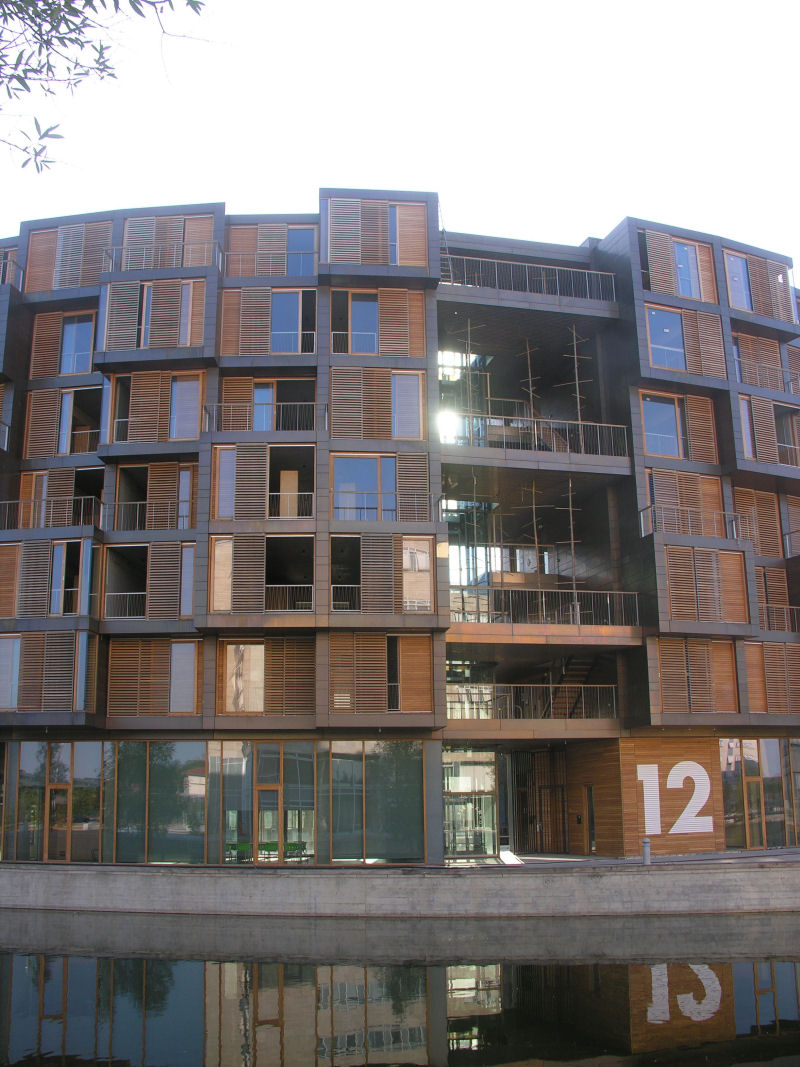
Tietgenkollegiet, Rued Langgards Vej 10 på Amager

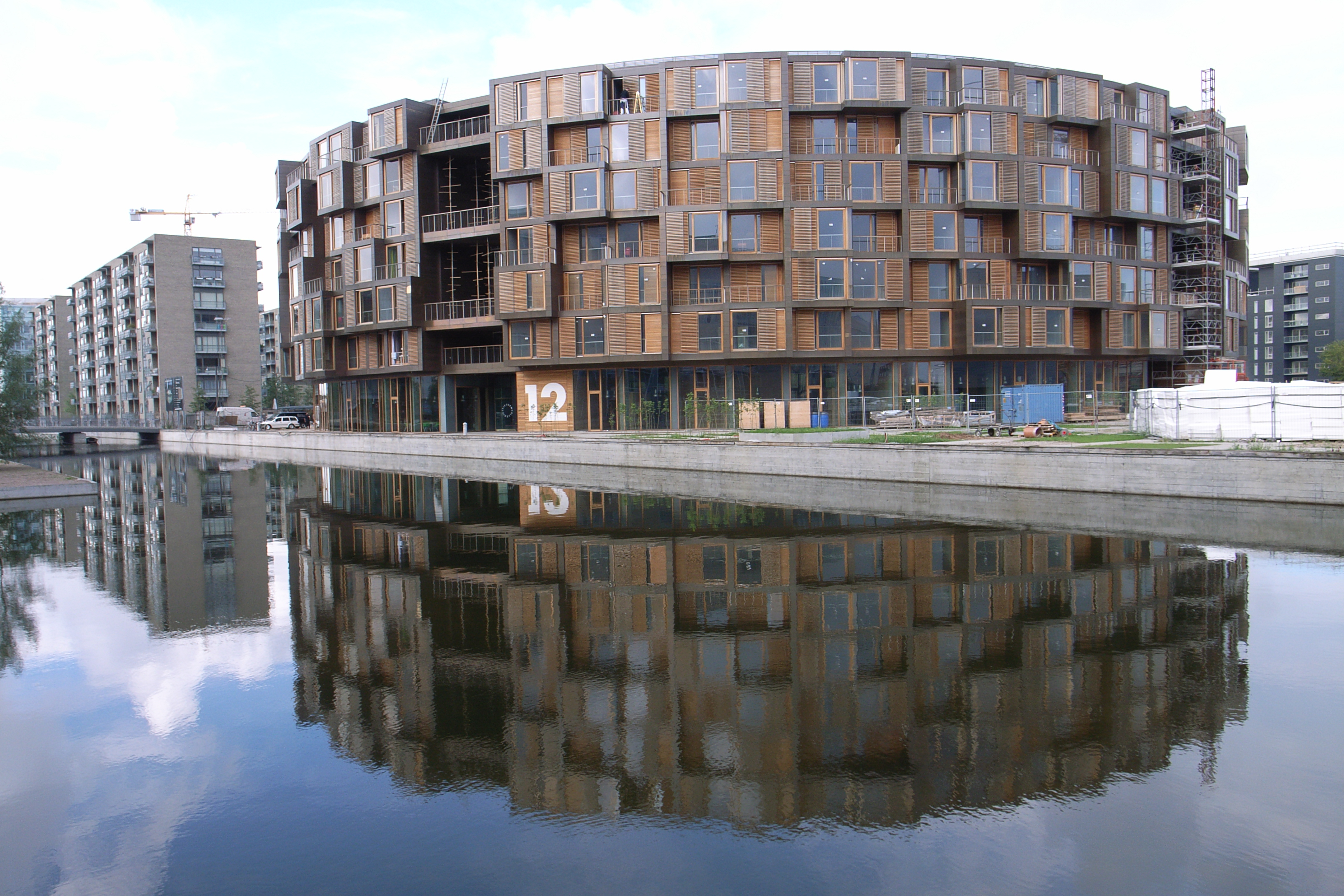

Tietgenkollegiet är ett danskt studentbostadshus beläget i Ørestad i Köpenhamn.
Tietgenkollegiet byggdes 2004-05 med Nordea-fonden som byggherre. Byggnaden är ritad av  Lundgaard & Tranberg Arkitekter och har 360 studentbostäder i ett cirkelrunt sjuvåningshus runt en rund atriumgård. Fasaden är klädd med den kopparhaltiga tombak. Kollegiet har sitt namn efter den danske affärsmannen Carl Frederik Tietgen.
Lundgaard & Tranberg Arkitekter fick 2007 Royal Institute of British Architects pris RIBA European Award för Tietgenkollegiet.